# Liga pro lidská práva
Liga pro lidská práva je francouzská organizace, založená z iniciativy Émila Zoly 1898 v Paříži u příležitosti boje o revizi Dreyfussova procesu.
Roku 1934 byla nejpočetnější francouzskou organizací (180 000 členů ve 2600 místních sekcích). Jejím periodikem je revue Cahiers des Droits de l’Homme et du Citoyen. Původním programem je obhajoba práv lidských a občanských, jak byla formulována v Deklaraci francouzského revolučního Ústavodárného národního shromáždění roku 1789:
Svoboda dělati, co neškodí jiným, rovnoprávnost, bezpečnost těla a majetku, odpor proti násilnému útisku. Pramenem svrchovanosti je lid. Jen zákon je mezí svobody. Všichni občané jsou přímo anebo prostřednictvím zástupců účastni vytváření zákonů, které musí býti stejné pro všechny, ať chrání nebo trestají. Obžalován, zatčen a vězněn smí býti člověk jen na základě zákona, jehož musí býti poslušen. Dokud však nebyl prohlášen vinným, je pokládán za nevinného. Svoboda názoru a výměny myšlenek; odpovědnost za zneužívání této svobody v případech, stanovených zákonem.
Zárukou Ligy pro lidská práva je veřejná moc, jež má být zřízena k veřejnému prospěchu. Příspěvek na udržování veřejné moci a správy budiž rozvržen na občany podle majetku. Kontrola veřejné správy a financí. Vlastnictví je neporušitelným a posvátným právem; může býti omezeno jen, vyžaduje-li toho zřejmě veřejná nutnost, která byla zákonem konstatována, a jen za spravedlivou náhradu. V roce 1791 dodány požadavky svobody svědomí a všeobecného vzdělání, 1848 požadavek práva na práci. Vůdčím heslem Ligy pro lidská práva je: „Jsou lidská práva vyhlášena? – Ano. – Jsou však uskutečněna? – Nikoli.” V politické praxi se vyvinula Liga pro lidská práva jako nadstranická organizace politické levice, klonící se leckdy i ke směrům krajním, zejména v některých zemích. Po válce vznikají sesterské Liga pro lidská práva v hlavních městech některých evropských států. Paříž je sídlem Mezinárodní federace Ligy pro lidská práva, v níž jsou soustředěny Ligy pro lidská práva ze 33 zemí.
Československá Liga pro lidská práva byla založena 1929 iniciativou ministra Eduarda Beneše. Jejím prvním předsedou byl prof. dr. Emanuel Rádl, po něm pak Ing. Bohumil Přikryl.